# 1380
1380 (MCCCLXXX) je bilo prestopno leto, ki se je po julijanskem koledarju začelo na nedeljo.

## Dogodki
- zveza med Norveško in Dansko.

## Rojstva
- 11. februar - Gianfrancesco Poggio Bracciolini, italijanski humanist († 1459)
- 29. september - Elizabeta Poljska, madžarska kraljica, poljska regentinja (* 1305)

Neznan datum
- Isa Čelebi, osmanski princ († 1406)
- Janez Kapreol, francoski dominikanski menih, teolog in filozof († 1444)
- Johannes von Baysen, pruski vitez in državnik († 1459)
- Jožef Albo, španski judovski teolog, rabin filozof († 1444)
- Mustafa Čelebi, sultan Rumelije († 1422)
- Paramešvara, indijski matematik in astronom († 1460)
- Tomaž Kempčan, nemški avguštinski menih in mistik († 1471)

## Smrti
- 10. april - Manuel Kantakuzen, bizantinski guverner Moreje (* 1326)
- 13. julij - Bertrand du Guesclin, bretonski vitez, francoski vojskovodja (* 1320)
- 26. julij - Komjo, japonski proticesar (* 1322)
- 13. avgust - Vettor Pisani, beneški admiral (* 1324)
- 16. september - Karel V., francoski kralj (* 1338)
- 29. december - Elizabeta Poljska, ogrska kraljica (* 1305)

Neznan datum
- Dafydd ap Gwilym, valižanski pesnik (* okoli 1320)
- Hakon VI., norveški kralj, švedski sokralj (* 1340)